# Alaraz
Alaraz é um município da Espanha na província de Salamanca, comunidade autónoma de Castela e Leão, de área 49,01 km² com população de 616 habitantes (2004) e densidade populacional de 12,57 hab/km².

## Demografia
| Variação demográfica do município entre 1991 e 2004 | Variação demográfica do município entre 1991 e 2004 | Variação demográfica do município entre 1991 e 2004 | Variação demográfica do município entre 1991 e 2004 |
| --------------------------------------------------- | --------------------------------------------------- | --------------------------------------------------- | --------------------------------------------------- |
| 1991                                                | 1996                                                | 2001                                                | 2004                                                |
| 753                                                 | 698                                                 | 638                                                 | 616                                                 |